# Werner Åström

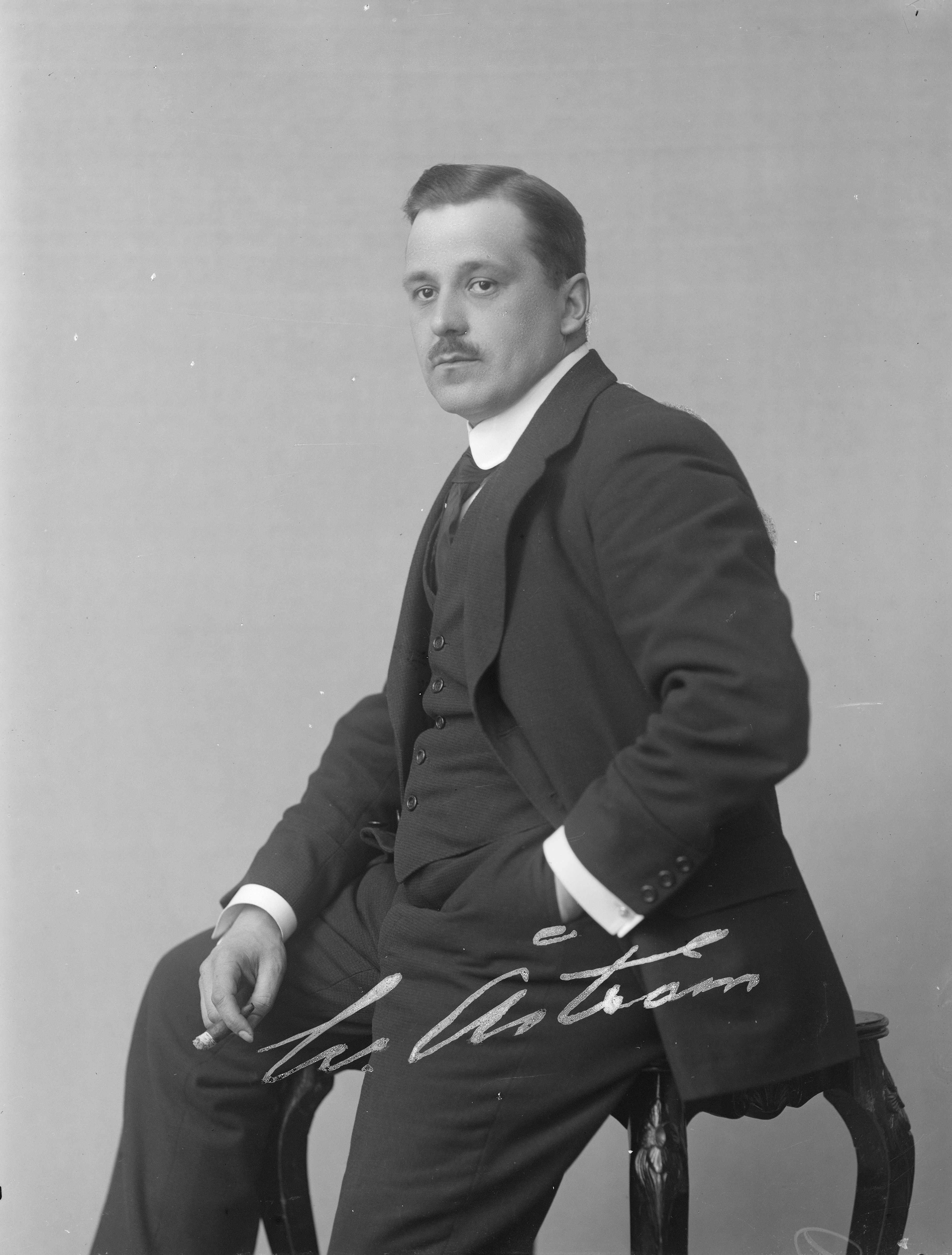
Målaren Werner Åström

Werner Johannes Åström, född 30 september 1885 i Uleåborg, död 22 april 1979 i Helsingfors, var en finländsk målare. 
Åström genomgick 1903–1904 Finska konstföreningens ritskola och bedrev sedan konststudier bland annat i Paris 1905–1906 och 1909–1911. Senare gjorde han en viktig insats som lärare vid Finska konstföreningens ritskola 1926–1940. Han skapade till en början kraftiga stilleben och genrebilder i en rätt tung färgskala, men övergick senare till att företrädesvis måla naket eller starkt solfyllda landskap i lätta men samtidigt markerade färgtoner. Det ursprungligen dominerande dekorativa draget i hans konst fick senare vika för ett intimare, mer måleriskt sätt att tolka omvärlden. Han var produktiv ända till hög ålder.